# Ветрински пролом
Ветринският е пролом на река Янтра в Северна България, в Средния Предбалкан, между ридовете Стените на запад и Меловете на изток в Община Велико Търново, област Велико Търново.
Проломът е дължина около 4 km, а средната му надморска височина е около 206 m. Започва южно от село Ветринци, на 212 m н.в. и след като прави няколко меандри след около 4 km завършва източно от селото на 200 m н.в. Целият пролом е всечен в долнокредни варовици и пясъчници, изграждащи съседните полупланински ридове, като оградните му склонове са стръмни, обрасли с храстови гори. В големия завой на Янтра е разположен южния квартал на село Ветринци.
През пролома преминава междуселски път от село Ветринци за село Каломен.

## Топографска карта
- Лист от карта K-35-27. Мащаб: 1 : 100 000.